# Greg Meghoo
Gregory „Greg” Meghoo (ur. 11 sierpnia 1965 w Ewarton w regionie Saint Catherine) – jamajski lekkoatleta specjalizujący się w krótkich biegach sprinterskich, dwukrotny uczestnik letnich igrzysk olimpijskich (Los Angeles 1984, Seul 1988), srebrny medalista olimpijski z Los Angeles w biegu sztafetowym 4 × 100 metrów.

## Sukcesy sportowe
| Rok  | Miasto      | Zawody               | Konkurencja                                    | Wynik                     |
| ---- | ----------- | -------------------- | ---------------------------------------------- | ------------------------- |
| 1982 | Kingston    | CARIFTA Games        | sztafeta 4 × 100 m                             | złoty medal               |
| 1984 | Nassau      | CARIFTA Games        | sztafeta 4 × 100 m bieg na 200 m bieg na 100 m | złoty medal srebrny medal |
| 1984 | Los Angeles | Igrzyska olimpijskie | sztafeta 4 × 100 m                             | srebrny medal             |
| 1988 | Seul        | Igrzyska olimpijskie | sztafeta 4 × 100 m                             | 4. miejsce                |

## Rekordy życiowe
- bieg na 60 metrów (hala) – 6,88 – Indianapolis 06/03/1987
- bieg na 100 metrów – 10,35 – Kingston 20/06/1986
- bieg na 200 metrów – 20,76 – Champaign 28/05/1988